# جون هوبفيلد
جون جوزيف هوبفيلد (بالإنجليزية: John Joseph Hopfield)‏ (من مواليد 15 يوليو 1933) هو عالم أمريكي معروف على نطاق واسع باختراعه لشبكة عصبية ارتباطية في عام 1982 والتي تُعرف الآن باسم باسم شبكة هوبفيلد.

## حياته التعليمية والمهنية
وُلد هوبفيلد في عام 1933 وهو ابن الفيزيائي البولندي جون جوزيف هوبفيلد وزوجته الفيزيائية هيلين هوبفيلد. كانت هيلين ثاني زوجة لهوبفيلد. جون هو السادس من أبناء وأنجب ثلاثة أطفال وستة أحفاد من تلقاء نفسه.
حصل جون على درجة بكالوريوس الآداب من كلية سوارثمور في عام 1954، ودكتوراه في الفيزياء من جامعة كورنيل في عام 1958 (تحت إشراف ألبرت أوفرهاوسر). قضى عامين في دراسة مجموعة النظرية في مختبرات بل، وبعد ذلك كان عضو هيئة التدريس في جامعة كاليفورنيا، ثم جامعة برينستون ومعهد كاليفورنيا للتقنية ثم جامعة برينستون مرةُ أخرى، حيث كان يعمل بروفيسور سابق في البيولوجيا الجزيئية. واصل هوبفيلد لمدة 35 عامًا على اتصال قوي مع مختبرات بل.
كان جون في عام 1986أحد مؤسسي برنامج الدكتوراه في الحوسبة والنظم العصبية في كالتك.
كانت أوراقه الأكثر نفوذاً هي «مساهمة الإثارة إلى ثابت معزول بلورات الكريستال» (1958)، واصفاً بولاريتون؛ «نقل الإلكترون بين جزيئات بيولوجية بواسطة الأنفاق المشغلة حراريًا» (1974)، يصف ميكانيكا الكم لعمليات نقل الإلكترونات طويلة المدى، و«التدقيق الحركي: آلية جديدة للحد من الأخطاء في العمليات الحيوية التي تتطلب درجة عالية من الدقة» (1974)؛ و«الشبكات العصبية والنظم الفيزيائية ذات القدرات الحسابية الجماعية الناشئة» (1982) (المعروفة باسم شبكة هوبفيلد)، وورقة«الحساب العصبي للقرارات في مشاكل التحسين» (1985). وتركز أبحاثه الحالية وأوراقه الحديثة بشكل رئيسي على الطرق التي يمكن من خلالها استخدام جهد الفعل والتوقيت والتزامن في الحوسبة العصبية الحيوية.

## عمله
في أطروحته لنيل درجة الدكتوراه عام 1958، تناول جون هوبفيلد تفاعل الإكسيتونات في البلورات، وابتكر مصطلح «البولاريتون» للإشارة إلى جسيم شبه افتراضي يظهر في فيزياء الحالة الصلبة. وكتب في هذا السياق: «سيُطلق على جسيمات مجال الاستقطاب المشابهة للفوتونات اسم بولاريتونات». أشار فيزيائي المادة المكثفة فيليب دبليو أندرسون إلى أن هوبفيلد كان «المتعاون الخفي» في أعماله بين عامي 1961 و1970 حول نموذج شوائب أندرسون الذي شرح تأثير كوندو. رغم أن اسم هوبفيلد لم يُدرج كأحد المؤلفين في الأوراق العلمية، إلا أن أندرسون اعترف بدوره البارز في كتاباته المختلفة.
في عام 1974، قدم هوبفيلد آلية جديدة تُعرف باسم «التدقيق الحركي» لتفسير الدقة العالية في تكرار الحمض النووي، مما عزز الفهم العلمي للتفاعلات البيوكيميائية. وفي عام 1982، نشر أول ورقة بحثية له في علم الأعصاب بعنوان «الشبكات العصبية والأنظمة الفيزيائية ذات القدرات الحاسوبية الجماعية الناشئة»، حيث قدم فيها مفهوم شبكة هوبفيلد. تمتلك هذه الشبكة العصبية الاصطناعية قدرة على العمل كذاكرة يمكن استرجاع محتواها، وتستند إلى خلايا عصبية ثنائية يمكن أن تكون إما «نشطة» أو «متوقفة». أوضح هوبفيلد أن مصدر إلهامه لهذا العمل جاء من معرفته بنظريات الزجاج الدوار التي اكتسبها من تعاونه مع بي. دبليو. أندرسون.
في عامي 1985 و1986، وبالتعاون مع ديفيد دبليو تانك، طور هوبفيلد طريقة جديدة لحل مشكلات التحسين المنفصلة اعتمادًا على ديناميكيات الزمن المستمر باستخدام شبكة هوبفيلد ذات وظيفة تنشيط مستمرة. تم ترميز مشكلة التحسين داخل معلمات التفاعل (الأوزان) للشبكة، مع تقليل درجة حرارة النظام تدريجيًا، كما يحدث في عملية التخمير المحاكي التي تُستخدم في الاستمثال العالمي.
عانت شبكات هوبفيلد الأصلية من ذاكرة محدودة، ومع ذلك، في عام 2016، تعاون هوبفيلد مع ديميتري كروتوف لمعالجة هذه المشكلة. أدى هذا التعاون إلى تطوير شبكات هوبفيلد الحديثة التي تتميز بقدرتها على تخزين كميات أكبر من الذاكرة.

## آراؤه حول الذكاء الاصطناعي
في مارس 2023، وقّع جون هوبفيلد على رسالة مفتوحة بعنوان «التوقف عن التجارب الضخمة للذكاء الاصطناعي»، التي دعت إلى التوقف المؤقت عن تدريب أنظمة الذكاء الاصطناعي التي تتجاوز قوتها GPT-4. وقع على هذه الرسالة أكثر من 30,000 شخص، من بينهم باحثون بارزون في مجال الذكاء الاصطناعي مثل يوشوا بنجيو وستيوارت راسل، حيث أعربوا عن مخاوفهم من المخاطر المحتملة، مثل استبدال البشر وفقدان السيطرة على مستوى المجتمع.
عند حصوله المشترك على جائزة نوبل في الفيزياء لعام 2024، أعرب هوبفيلد عن قلقه العميق بشأن التطورات الأخيرة في قدرات الذكاء الاصطناعي، قائلًا: «بصفتي فيزيائيًا، أشعر بقلق شديد تجاه شيء لا يمكن السيطرة عليه».

## الجوائز والتكريم
حصل جون على وسام من ICTP في عام 2002 لمساهمته المتعددة التخصصات لفهم البيولوجيا كعملية فيزيائية، بما في ذلك عملية التدقيق اللغوي في التوليف الحيوي الجزيئي ووصف للديناميكيات الجماعية والحوسبة مع الجاذبات في الشبكات العصبية، وجائزة أوليفر باكلي الجمعية الفيزيائية الأمريكية للعمل على التفاعلات بين الضوء والمواد الصلبة. وهو عضو في الأكاديمية الوطنية للعلوم، والجمعية الأمريكية الفلسفية، والأكاديمية الأمريكية للفنون والعلوم. حصل على جائزة ألبرت أينشتاين العالمية للعلوم في عام 2005. وكان رئيس الجمعية الفيزيائية الأمريكية في عام 2006. ونال في العام 2024 جائزة نوبل الفيزياء لأبحاثه الرائدة في مجال الذكاء الاصطناعي.